# Шаује
Шаује (фр. Chaouilley) насеље је и општина у североисточној Француској у региону Лорена, у департману Мерт и Мозел која припада префектури Нанси.
По подацима из 2011. године у општини је живело 115 становника, а густина насељености је износила 22,46 становника/km². Општина се простире на површини од 5,12 km². Налази се на средњој надморској висини од 315 метара (максималној 401 m, а минималној 289 m).

## Демографија
| 1962. | 1968. | 1975. | 1982. | 1990. | 1999. | 2011. |
| ----- | ----- | ----- | ----- | ----- | ----- | ----- |
| 75    | 100   | 91    | 80    | 90    | 91    | 115   |

График промене броја становника у току последњих година